# Sloup se sochou Korunování Panny Marie (Poběžovice)
Sloup se sochou Korunování Panny Marie je umělecké dílo z období vrcholného baroka, které se nachází v centru města Poběžovice v okrese Domažlice v Plzeňském kraji. Barokní plastika u čp. 91 na rohu ulic Mariánské a Vranovské při dolním konci náměstí Míru, tvořícím hranici městské památkové zóny Poběžovice, je chráněná jako kulturní památka.

## Historie
Poběžovice se jako sídlo v česko-bavorském pomezí na úpatí Českého lesa připomínají již v roce 1359. O století později zde byl vybudován pozdně gotický hrad a kostel.

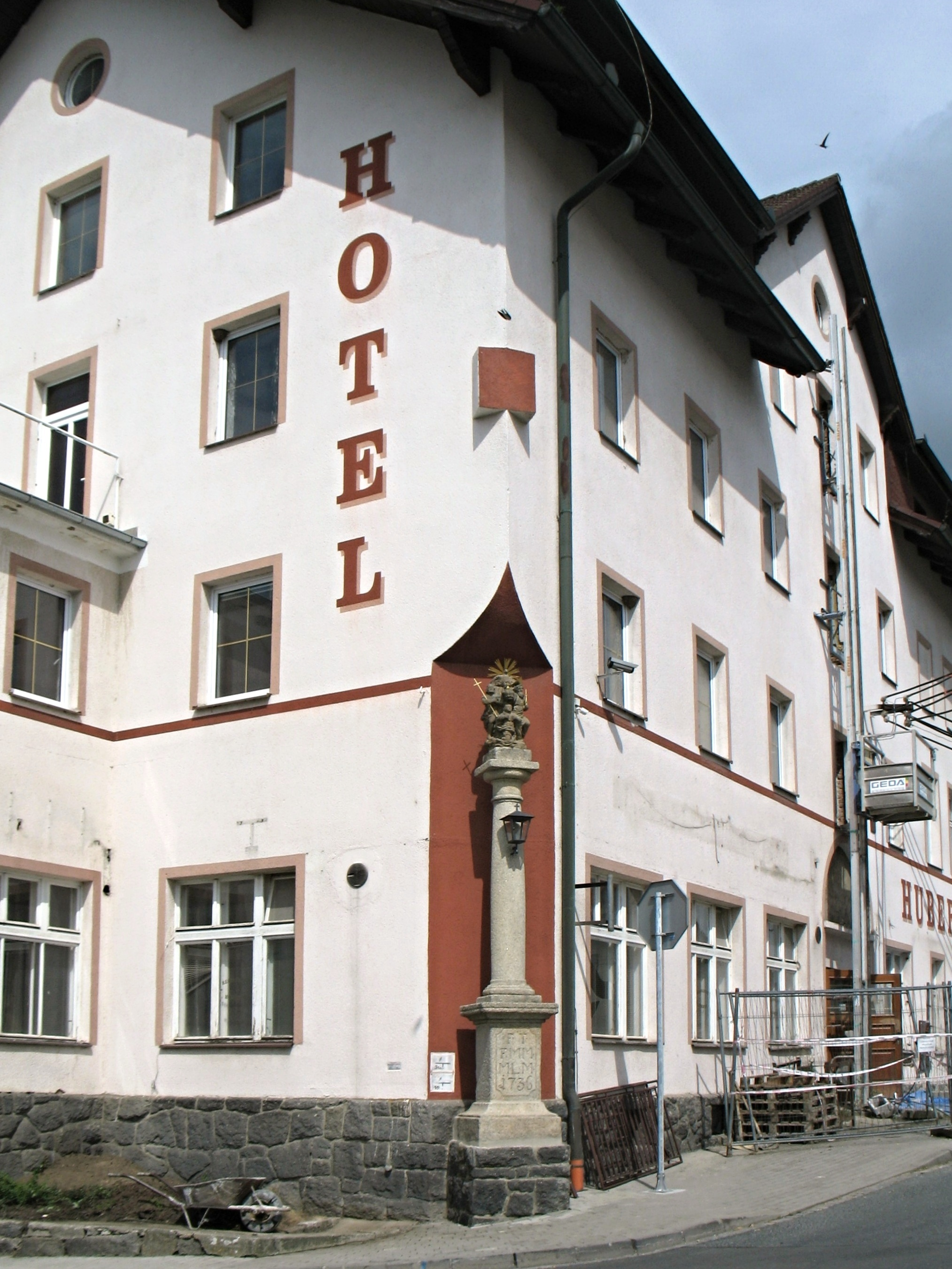
Sloup na rohu domu čp. 91 (hotel Hubertus)

K důležité změně v postavení Poběžovic došlo v roce 1506 za vlády Vladislava Jagellonskáho, kdy majitel zdejšího panství Dobrohost z Ronšperka nechal sepsat listinu, doplněnou městským řádem a také městským znakem. Poběžovice přestaly být trhovou vsí a na jejím místě vzniklo hrazené město se třemi branami.
Barokní období v historii města bylo zahájeno v letech 1682–1695 výstavbou zámku na místě zaniklého pozdně gotického vodního hradu. Z téže doby, konkrétně z roku 1682, pochází zdejší socha sv. Jana Nepomuckého. Plastika světce v životní velikosti, kterou vytvořil známý sochař a řezbář Jan Brokoff, je umístěná na poběžovickém náměstí mezi presbytářem kostela Nanebevzetí Panny Marie a sousední farou čp. 54. Rovněž zmíněný kostel, který mj. plnil funkci pohřebního místa majitelů hradu a poběžovického (ronšperského) panství, byl v druhé polovině 17. století přestavěn v barokním slohu. V období vrcholného baroka v 18. století došlo také k výstavbě nových nebo přestavbě starších městských domů, soustředěných zejména kolem náměstí.
Vrcholně barokní sloup se sochou Korunování Panny Marie byl postaven při nároží domu čp. 91 na křižovatce ulic, uzavírajících dolní konec poběžovického náměstí. Sloup zde byl vybudován v roce 1736, jak dosvědčuje nápis, vytesaný na jeho podstavci.

## Popis

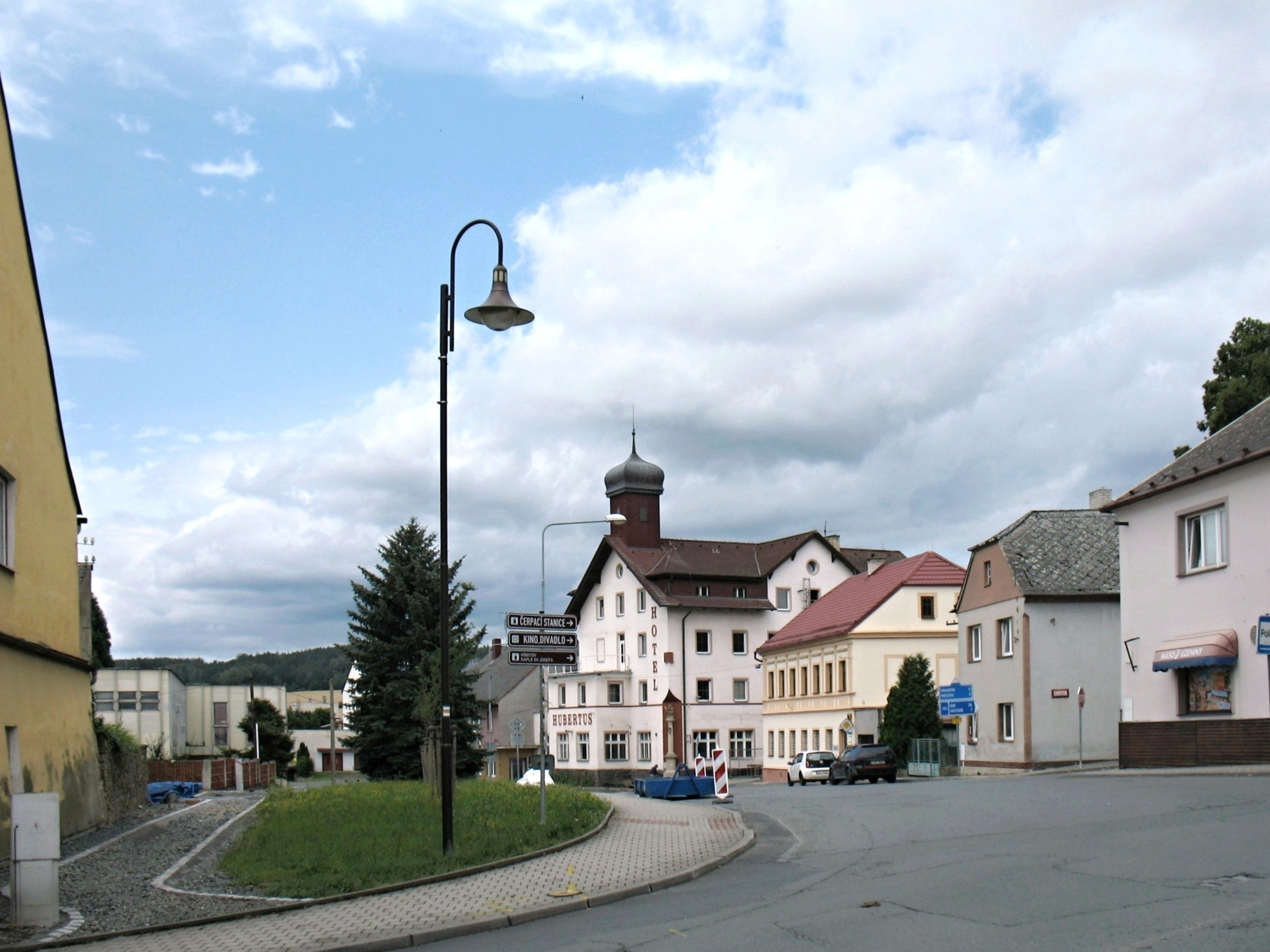
Pohled z dolní části náměstí Míru směrem k hotelu Hubertus s barokním sloupem na nároží

Sloup se sousoším Korunování Panny Marie je umístěný při otupeném nároží domu čp. 91 necelých sto metrů od kostela Nanebevzetí Panny Marie.
Sloup se sousoším stojí na nízké podezdívce z režného kamenného zdiva. Podstavec sloupu je hranolový s předstupující patkou. V zrcadle na čelní stěně podstavce je vytesaný nápis, skládající se z písmen / F. T. / F. M. M. / M. L. M. / a z letopočtu 1736.
Na podstavci, ukončeném profilovanou deskovou římsou, stojí válcový sloup. Sloup je nahoře ukončený kamennou deskou čtvercového tvaru s hranolovým postamentem, na němž je umístěno sousoší, zobrazující korunování Panny Marie Nejsvětější Trojicí. V popředí je soška klečící Panny Marie, z pravé strany stojí postava Boha Otce a na levé straně je socha Ježíše Krista. Bůh Otec a Kristus přidržují nad hlavou Panny Marie korunu, nad nimi je na oblaku zobrazena holubice, která je symbolem Ducha svatého.